# Reinhold Quaatz

Reinhold Quaatz

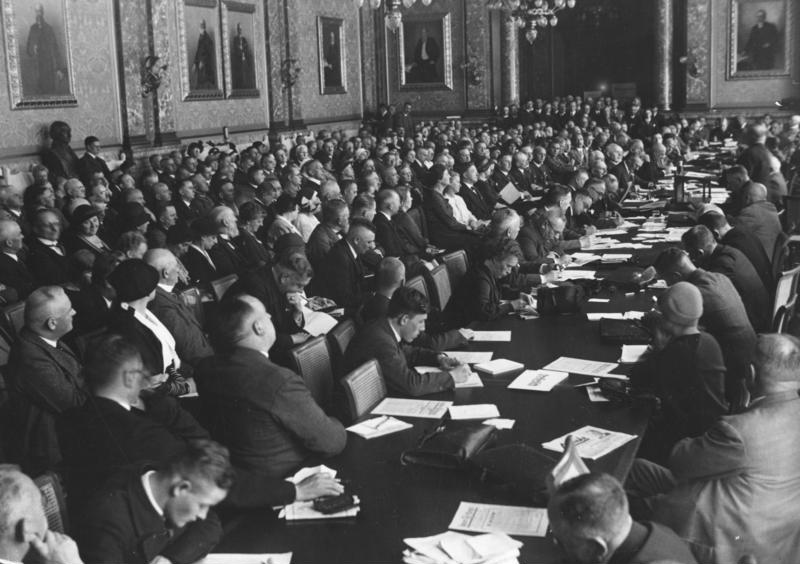
Auf einer Reichsführertagung der DNVP 1932 sprach Quaatz über die „Wiederherstellung Deutschlands“.

Reinhold Georg Quaatz (* 8. Mai 1876 in Berlin; † 15. August 1953 ebenda) war ein deutscher Jurist und Politiker (DVP, DNVP, CDU). Als rechte Hand des DNVP-Vorsitzenden Alfred Hugenberg war er intimer Zeitzeuge bei der Berufung von Hitlers Kabinett 1933 und damit der Zerstörung der Weimarer Republik.

## Leben und Beruf
Reinhold Quaatz wurde als Sohn eines Gymnasialdirektors geboren. Nach dem Besuch eines Berliner Gymnasiums studierte er Rechtswissenschaft und Volkswirtschaft an der Universität Jena und der Friedrich-Wilhelms-Universität zu Berlin. 1895 wurde er im Corps Guestphalia Jena aktiv. 1898 bestand er das Erste Juristische Staatsexamen. Als Gerichtsreferendar trat er in den preußischen Staatsdienst. Er absolvierte seinen juristischen Vorbereitungsdienst am Kammergericht, bestand 1903 das Zweite Juristische Staatsexamen und war dann als Gerichtsassessor in Berlin und Duisburg tätig. Sein Cousin war Ludwig Holländer (Jurist), der als Syndikus des Centralvereins deutscher Staatsbürger jüdischen Glaubens (C.V.) fungierte.
Quaatz arbeitete 1904/05 bei der Preußischen Staatseisenbahn. Danach war er Regierungsassessor in Köln, Münster und Kiel. Von 1908 bis 1911 war er Hilfsarbeiter in der Finanzabteilung des preußischen Ministeriums der öffentlichen Arbeiten, wurde dort zum Regierungsrat ernannt und fungierte anschließend als Eisenbahndirektionsmitglied in Essen, Posen und Köln.
Im Ersten Weltkrieg war er bei der Königlich Preußischen Militär-Eisenbahn mit der Organisation von Militärtransporten  beschäftigt. Anfang 1917 wurde er Koordinator des Ruhr-Mosel-Verkehrs. Er war als Experte für Transport- und Handelsfragen so bekannt, dass er im Dezember desselben Jahres dem „Viererausschuss“ vortragen durfte, einem informellen Ausschuss, den Alfred Hugenberg zur Einflussnahme auf die öffentliche Meinung gegründet hatte. Hugenberg ließ sich auch später von Quaatz beraten.
Als am 11. November 1918 Arbeiter- und Soldatenräte das Kölner Eisenbahndirektorium besetzten, konnten sie zwar durch den Protest von Quaatz und den übrigen Direktoren vor die Tür gewiesen werden. Für Quaatz waren derartige Ereignisse Schlüsselerlebnisse, die seine Haltung gegenüber den Linken prägten.
1919 wurde er Geh. Regierungsrat und Vortragender Rat im preußischen Ministerium der öffentlichen Arbeiten. Neujahr 1920 schied er aus dem Staatsdienst aus. Im selben Jahr wurde er an der Universität zu Köln zum Dr. rer. soc. oec. promoviert. Danach war Quaatz von 1920 bis 1923 Syndikus bei der Essener Handelskammer. Darüber hinaus fungierte er als Geschäftsführer der Vereinigung der niederrheinisch-westfälischen Handelskammern, als Herausgeber der Wirtschaftlichen Nachrichten aus dem Ruhrbezirk und als Begründer und Leiter des Zweckverbandes Nordwestdeutscher Wirtschaftsvertretungen. Ab 1924 war er als Rechtsanwalt und Notar in Berlin tätig.
Quaatz war 1932/33 im Gespräch unter anderem für den Posten des Reichsverkehrsministers. Im Oktober wurde der von den Nationalsozialisten als „Halbjude“ eingeordnete Quaatz von der Anwaltsliste gestrichen. Die Dresdner Bank entließ ihn, wogegen er prozessierte und im Februar 1936 verlor. Hugenberg, mit dem Quaatz 1933 ein Buch über Stadtentwicklung veröffentlicht hatte, wollte Quaatz um den Honoraranteil prellen, obwohl Quaatz sogar auf die Nennung als Mitautor verzichtet hatte. 1936 lenkte Hugenberg ein.
Am 30. Oktober 1944 (nach dem Attentat vom 20. Juli 1944) wurde Quaatz' Wohnung durchsucht, weil er einen Pfarrer kannte, der zur Bekennenden Kirche gehörte. Quaatz wurde auch von der Gestapo verhört. Ansonsten wurde er bis Kriegsende nicht behelligt.
Die sowjetischen Besatzer ernannten ihn zum Bürgermeister von Lichtenrade, wo er seit 1939 wohnte. Am 16. Juni 1945 wurde er, aus politischen Gründen, bereits wieder entlassen. Danach engagierte er sich nur noch bei der Kirche. Beispielsweise gehörte er der Provinzialsynode Berlin-Brandenburg an und arbeitete an der Kirchlichen Hochschule Berlin.

## Partei
Quaatz trat 1919 in die rechtsliberale DVP ein. Zusammen mit Albert Vögler, Hugo Stinnes und Oskar Maretzky bildete er bald eine rechtsgerichtete Opposition gegen den Parteiführer Gustav Stresemann. 1923 wollten sie Reichskanzler Stresemann, in dessen Kabinett auch Sozialdemokraten vertreten waren, stürzen, um eine Regierung unter Einschluss der weit rechts stehenden DNVP zu erreichen.
Im Februar 1924 hatte Quaatz Gespräche mit Stinnes, den Deutschnationalen Hugenberg und Helfferich sowie weiteren Personen. Quaatz war dann im März führend an der Gründung der Nationalliberalen Vereinigung (NLV) beteiligt, die jedoch bei der Reichstagswahl im Mai 1924 mit den Deutschnationalen verschmolz.
Noch im selben Jahr trat Quaatz als vehementer Gegner des Dawes-Plans auf, der aber auf Druck der Industrie und der Agrarbetriebe ratifiziert werden konnte. In den folgenden Jahren wirkte er mit Paul Bang als Herausgeber des Freiheitsprogramms der DNVP.

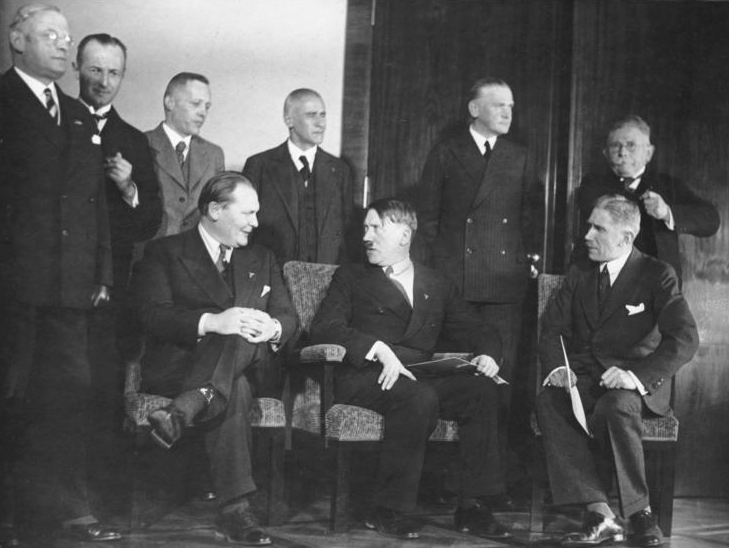
Kabinett Hitler, 30. Januar 1933. Stehend rechts der DNVP-Vorsitzende Alfred Hugenberg, der Reichswirtschaftsminister.

Trotz seiner jüdischen Mutter war Quaatz Antisemit. Er selbst meinte, Opfer jüdischer Angriffe und einer angeblich jüdischen Presse zu sein, tatsächlich musste er 1931 allerdings auch über die DNVP schreiben: „Meine Art ist den eigenen Leuten nicht gemäß. Dazu kommen die antisemitischen Vorurteile.“ Quaatz unterstützte aber Hugenbergs Annäherung an die Nationalsozialisten, da er mehr Angst vor den Sozialisten und dem politischen Katholizismus hatte. Auch faszinierte ihn der Gedanke, Deutschland werde durch einen autoritären Führer und die Diktatur gerettet.
Nach 1945 zählte er zu den Gründern der CDU Berlin.

## Abgeordneter
Quaatz kam bei der Reichstagswahl 1920 in den Reichstag (Weimarer Republik), dem er bis November 1933 angehörte. Von 1924 bis 1928 vertrat er im Parlament den Wahlkreis Dresden–Bautzen.